# Jean-Jacques Goldman
Jean-Jacques Goldman (Parigi, 11 ottobre 1951) è un cantautore francese.
Nel 2003 è stato il cantante pop francese ad aver venduto di più dopo Johnny Hallyday.

## Biografia
Figlio di ebrei polacchi, suo padre era Alter Mojze Goldman importante partigiano della resistenza francese nella 2ª guerra mondiale.
Il fratellastro di Jean-Jacques, Pierre Goldman è stato un intellettuale di sinistra, anarchico, guerrigliero in Venezuela e autore di molte rapine in Francia negli anni Settanta, poi assassinato misteriosamente.
Suo fratello minore Robert, conosciuto come J Kapler è anch'egli un cantautore e produttore e collabora in tutte le opere del fratello.
Inizia a cantare a 14 anni nel gruppo Red Mountain Gospellers. Scoperta la musica gospel, lascia gli studi di musica classica per studiare chitarra e fonda i The Phalaster. Nel 1972 sposa Catherine, da cui avrà tre figli.
Ha iniziato la sua vera carriera musicale come membro del gruppo progressive rock Tai Phong, (forte vento in lingua vietnamita), con cui incise tre album, per poi decidere di intraprendere la carriera solista.
Nel 1990 fonda il trio Fredericks Goldman Jones assieme a Carole Fredericks e Michael Jones. Il gruppo ottiene un successo straordinario con due soli album: Fredericks Goldman Jones e "ROUGE".
Nel 1982 esce il suo primo album solista Minoritaire con la hit Quand la musique est bonne.
Oltre che per la sua carriera di cantante, Goldman è celebre come autore di canzoni scritte per altri artisti (anche con pseudonimi come Sweet memories, First prayer, Sam Brewski, O. Menor), prima fra tutti la sua pupilla Céline Dion, con cui ha collaborato nei tre album D'eux - The french album, S'il suffisait d'aimer e 1 fille & 4 types e con cui ha duettato molte volte, interpretando numerosi brani, dal vivo e in studio, a cominciare dal loro primo duetto Là-bas, nuova versione della hit più celebre di Goldman (originariamente in duetto con Sirima).
Oltre che per la Dion, Goldman ha scritto  per Patricia Kaas, Garou, Marc Lavoine, Khaled (porta la sua firma la celebre Aicha), Florent Pagny, Joe Cocker, Johnny Hallyday, Gérald de Palmas, Maurane, Rose Laurens, Audrey Sara, Yannick Noah, Lââm, Patrick Fiori, Ray Charles, Roch Voisine, Lorie, Liane Foly, Robert Charlebois, Maxime Le Forestier, Michael Jones, Carole Fredericks, Emile & Images, Julie Zenatti e altri.
È anche autore del brano La Chanson des Restos, interpretata da Les Enfoirés come sigla dello show di beneficenza creato dal comico Coluche, Les Restos du Cœur.
Dal 2001 non incide più (eccezione un duetto con Gregoire) e si è dedicato alla carriera di autore e produttore. Nel 2013 ha lasciato Parigi e si è trasferito a Marsiglia.
Per tre anni consecutivi, dal 2019 al 2021, in un sondaggio commissionato dal periodico "Journal du Dimanche" risulta il personaggio preferito dal pubblico francese, assieme all'attrice Sophie Marceau.

## Discografia parziale

### Discografia con i Thai Phong
- Tai Phong (1975)
- Windows (1976)
- Last Flight (1979)
- Fed Up (45 giri 1979)

### Discografia con il trio Fredericks Goldman Jones
- Fredericks Goldman Jones (1990)
- Sur Scène (live) (1992)
- Rouge (1993)
- Du New Morning au Zénith (live) (1995)
- Pluriel 90/96 (compilation) (2000)

### Discografia solista

#### Album in studio
- 1981: Démodé
- 1982: Minoritaire
- 1984: Positif
- 1985: Non Homologué
- 1987: Entre Gris Clair Et Gris Foncé (il suo capolavoro da solista)
- 1997: En Passant
- 2001: Chansons Pour Les Pieds

#### Album dal vivo
- 1986: En Public
- 1989: Traces
- 1999: En Passant Tournée 1998
- 2003: Un Tour Ensemble

#### Raccolte
- 1991: L'Intégrale 81/91
- 1996: Singulier 81/89
- 2000: L'Intégrale 90/00
- 2000: Pluriel (Fredericks/Goldman/jones)